# De Havilland Canada DHC-2 Beaver

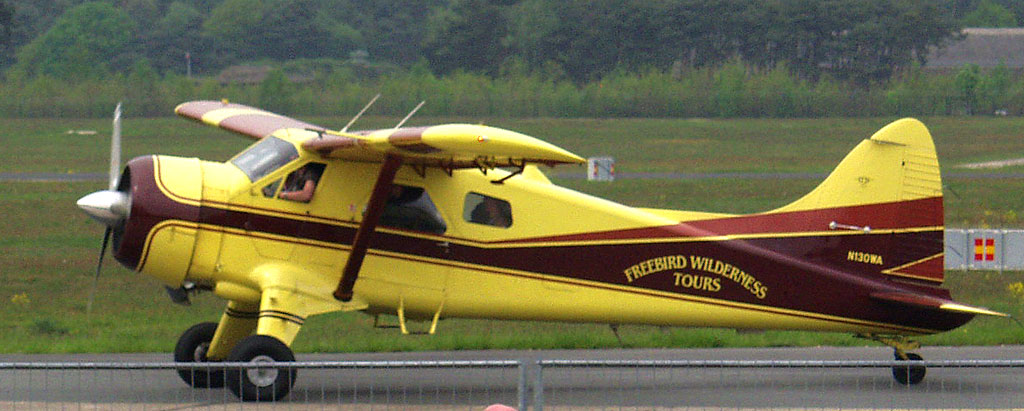
DHC-2 Beaver на колісному шасі

de Havilland Canada DHC-2 Beaver — одномоторний легкий багатоцільовий літак короткого зльоту і посадки, призначений для експлуатації в складних умовах неосвоєних районів. Використовується для вантажопасажирських перевезень, авіахімічних робіт, в експедиціях, пошуково-рятувальних операціях, у ВПС різних країн як легкий універсальний транспорт. Понад 1 600 літаків було побудовано до закінчення виробництва у 1967 р., і навіть в даний час попит на ці літаки досить високий. Справедливо вважається одним з найбільш вдалих в світі літаків для експлуатації на неосвоєних територіях. Експлуатувався більш ніж в 50 країнах світу.

## Розробка і конструкція
У перші повоєнні роки фірма de Havilland Canada, справедливо вважаючи, що зменшення військових замовлень не забезпечить фінансової стійкості, звернула пильну увагу на цивільний авіаційний ринок. Компанія запросила на роль директора з продажу відомого пілота Punch Dickins, який раніше літав на неосвоєних територіях, і останній розпочав широку програму по збору інформації від різних пілотів — з тим, щоб зрозуміти, яким би вони хотіли бачити новий літак. Майже одностайно пілоти висловили наступні побажання: великий запас потужності двигуна, короткий зліт і посадка, легка установка різних видів шасі — коліс, лиж або поплавців. На заперечення інженерів de Havilland про те, що при такому компонуванні крейсерська швидкість буде вельми посередньою, один з пілотів відповів: «Досить, якщо він буде трохи швидше собачої упряжки». Враховувалися й інші пропозиції для «всюдихідних» літаків: наприклад, двері з двох боків фюзеляжу для полегшення розвантаження та завантаження.
Розробка літака почалася 17 вересня 1946 року, конструкторами були призначені Fred Buller, Dick Hiscocks, Jim Houston і W. Jakimiuk (Всеволод Якимюк), робота велася під керівництвом Phil Garratt. Новий літак був спочатку сконструйований суцільнометалевим, на відміну від більш ранніх літаків такого типу, наприклад Noorduyn Norseman: концепція виглядала так: «сталь від двигуна до протипожежної перегородки, потужна алюмінієва рама з панелями і дверима в секції пілотської кабіни, полегшена алюмінієва рама до хвоста, хвіст-монокок». У той час de Havilland Canada була британською компанією, і літак планувалося оснастити двигуном британського виробництва. Потужність його була недостатньою, і довелося збільшити площу крил для забезпечення короткого зльоту/посадки. Коли компанія Pratt & Whitney Canada запропонувала за помірною ціною двигуни Wasp Junior потужністю 450 л. с., що залишилися з військових замовлень, літак отримав навіть надлишкову потужність, ніж за початковою схемою з довгим крилом. Результатом стали виняткові злітно-посадочні характеристики: розбіг і пробіг був надзвичайно коротким.
Після безлічі випробувань і удосконалень літак був готовий до серійного виробництва. За рішенням фірми він був названий Beaver — «бобер». Перший політ машини виконав пілот Russell Bannock 16 серпня 1947 року в Downsview, Ontario.
Спочатку продажу літака йшли посередньо: близько двох або трьох машин в місяць. Але по мірі демонстрації літака становище поступово поліпшувалося. Ключовою для літака подією став вибір в наступному році літака Beaver як основного легкого транспортного літака для армії США (суперником був Cessna 195). Число замовлень на літак різко зросло, і незабаром завод виробляв сотні машин в місяць: замовники з'явилися по всьому світу. До закінчення серійного виробництва в 1967 р. було побудовано 1 657 одиниць DHC-2 Beaver.
Beaver був створений для польотів у важкодоступних, неосвоєних і малонаселених місцях. Його малий розбіг і пробіг зробили його незамінним для досягнення місць, куди раніше можна було дістатися тільки пішки або на човні. Для частих польотів у віддалені місцевості і в умовах холодного клімату, на літаку є ряд характерних технічних рішень: наприклад, горловина маслобака знаходиться в кабіні, і пілот може доливати масло прямо в польоті.

## Експлуатація

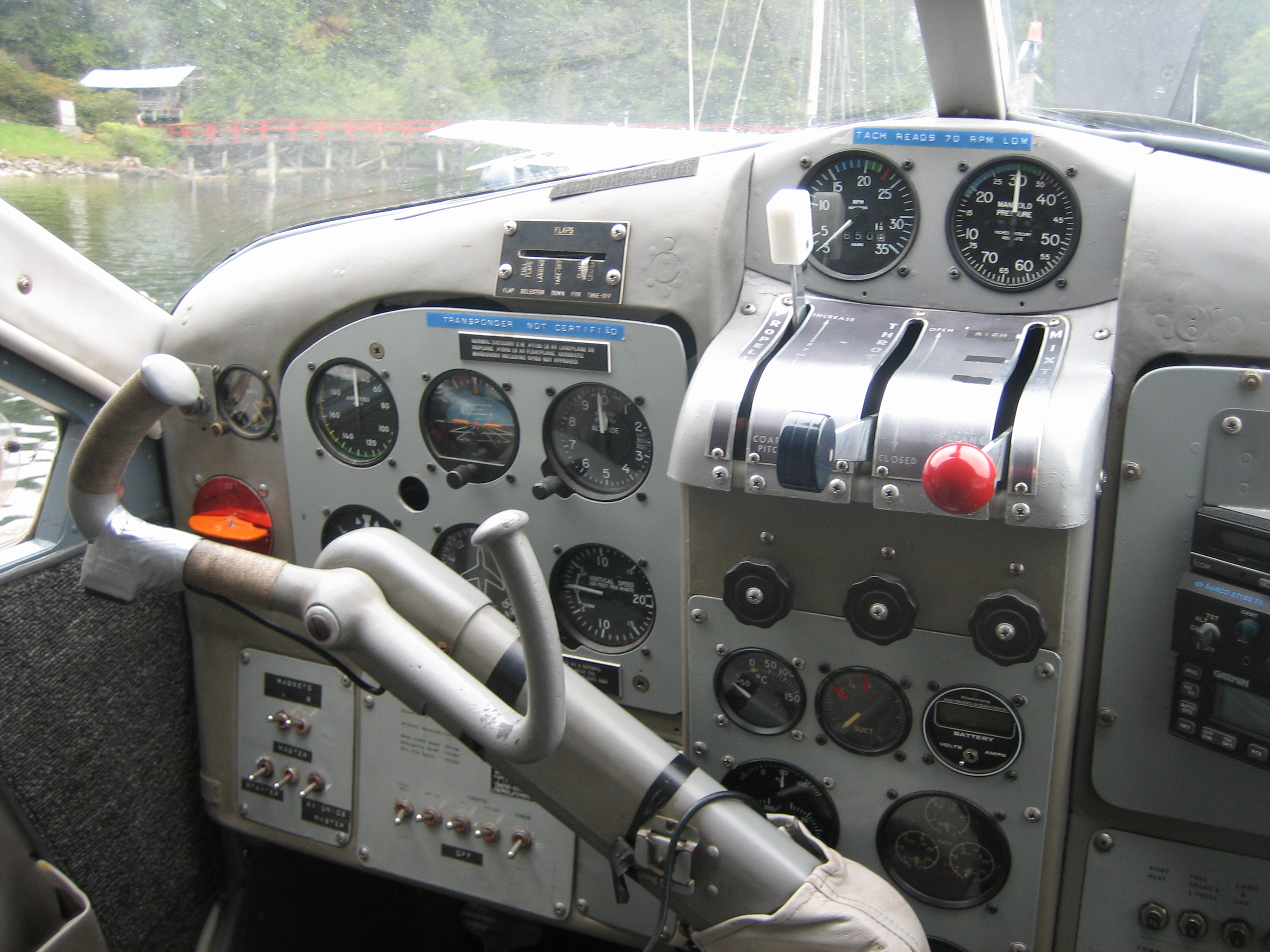
Кабіна DHC-2

Незважаючи на закінчення провадження у 1967, сотні машин і зараз перебувають в експлуатації, проходячи модернізацію і адаптуючись до сучасних технологічних рішень. Зокрема, компанія Kenmore Air проводить глибоку модернізацію і удосконалення обладнання літаків цього типу. На сучасному ринку Beaver, що продавався в 1950-х роках за ціною менше 50 000 USD, може коштувати близько US$ 500 000.
Двигун Pratt & Whitney Wasp зараз не випускається, знайти запчастини до нього непросто. З цієї причини деякі обслуговуючі фірми замінюють оригінальний двигун сумісним турбогвинтовим — таким, як PT6. Такий двигун потужніший і легший, а гас часто доступніше високооктанового авіаційного бензину.
В даний час, однак, пропонується відновлення виробництва літаків Beaver за ліцензії в Новій Зеландії. Також канадське підприємство Viking Air заявило про можливий запуск серії літаків De Havilland Canada DHC-3 Otter і, можливо, DHC-2 Beaver з причини високого ринкового попиту на них.
У 1987 році Інженерна рада Канади помістила DHC-2 в десятку кращих інженерних досягнень Канади XX століття.

## Основні модифікації

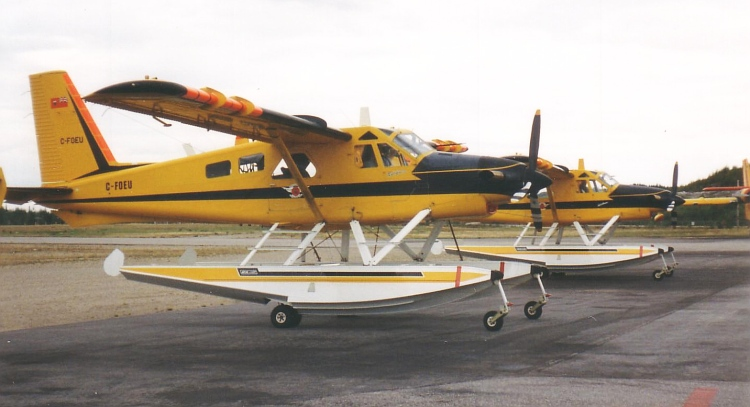
DHC-2 Mk 3 Turbo Beaver — турбогвинтова модифікація на амфібійному поплавцевому шасі

Beaver Iперша модифікація з поршневим двигуном Pratt & Whitney R-985 Wasp Jr. потужністю 450 к.с. (336 кВт).
Beaver AL Mk 1багатоцільовий літак короткого зльоту і посадки для Британської Армії.
C-127оригінальна назва для літаків DHC-2, що використовувалися військовими США, пізніше змінена на L-20.
YL-20Випробувальний літак для військових США.
L-20A Beaverбагатоцільовий літак короткого зльоту і посадки для Армії США, пізніше названий U-6A, 968 побудовано.
L-20B BeaverВ основному подібний до L-20A, але з невеликими змінами в обладнанні. Шість екземплярів продано до Армії США. Пізніше називався U-6B.
U-6AНова назва для літаків L-20A для Армії США
U-6BНова назва для літаків L-20B для Армії США
Beaver IIОдин літак оснащений радіальним поршневим двигуном конструкції Alvis Leonides.
Wipaire Super BeaverКонверсія надлишків літаків L-20 Beaver.[джерело?]
Wipaire Boss Turbo-BeaverТурбо-конверсія оснащена двигуном PT-6
Turbo-Beaver IIIтурбогвинтовий двигун Pratt & Whitney PT6A-6 (578 к.с.) або РТ-20.
Airtech Canada DHC-2/PZL-3SМодернізований варіант з поршневим радіальним двигуном PZL-3S (600 к.с.).
Volpar Model 4000Конверсія 1970-х років фірми Volpar, перший політ в квітні 1972 з модифікованою носовою частиною оснащений турбогвинтовим двигуном AiResearch TPE331-2U-203 з трилопатевим пропелером. Інші зміни включали в себе нове хвостове оперення.
Viking DHC-2T Turbo BeaverМодернізований компанією Viking Air з турбогвинтовим двигуном Pratt & Whitney Canada PT6A-34 680 к. с. (507 кВт).

## Специфікації (DHC-2)
Джерело Donald 1997, p. 328.
Основні характеристики
- Екіпаж: 1
- Пасажири: 6 пасажирів, 2,100 фунтів (953 кг) корисного навантаження
- Довжина: 30 фт 3 дм (9.22 м)
- Розмах крила: 48 фт 0 дм (14.63 м)
- Висота:9 фт 0 дм (2.74 м)
- Площа крила: 250 кв. фт (23.2 м²)
- Маса порожнього: 3,000 lb (1,361 кг)
- Маса злітна: 5,100 lb (2,313 кг)
- Двигун: 1 × радіальний двигун Pratt & Whitney R-985 Wasp Jr., 450 кс (336 кВт)nbsp each

Льотні характеристики
- Максимальна швидкість: 158 миль/год (255 км/год)
- Крейсерська швидкість: 143 миль/год (230 км/год)
- Дальність польоту: 455 миль (732 км)
- Практична стеля: 18,000 фт (5,486 м)
- Швидкопідйомність: 1,020 фт/хв (5.2 м/с)

## Цікаві факти
- Аероплан присутній у фільмі «На межі», а також у фільмі «Шість днів, сім ночей» (Six Days Seven Nights, 1998). В обох стрічках він терпить аварію.
- Фанати комп'ютерних ігор можуть політати на ньому в GTA San Andreas і Flightgear.
- Американський музикант Кенні Джі — компетентний пілот даного гідроплану. Про своє гідроплані музикант розповідає: «Це самий безпечний з усіх аеропланів, у всякому разі, до тих пір, поки вода під нами. Навіть якщо відмовить двигун, нам просто доведеться знизитися і приводнитися. Взагалі, мені подобається, коли все робиться екстрабезпечно»

### Пов'язані розробки
- de Havilland Canada DHC-3 Otter

### Подібні літаки
- Fairchild F-11 Husky
- Gippsland GA8
- Helio Courier
- Max Holste M.H. 1521 Broussard
- Murphy Moose
- Noorduyn Norseman
- PAC Cresco
- Pilatus PC-6 Porter